# Lamborghini Temerario

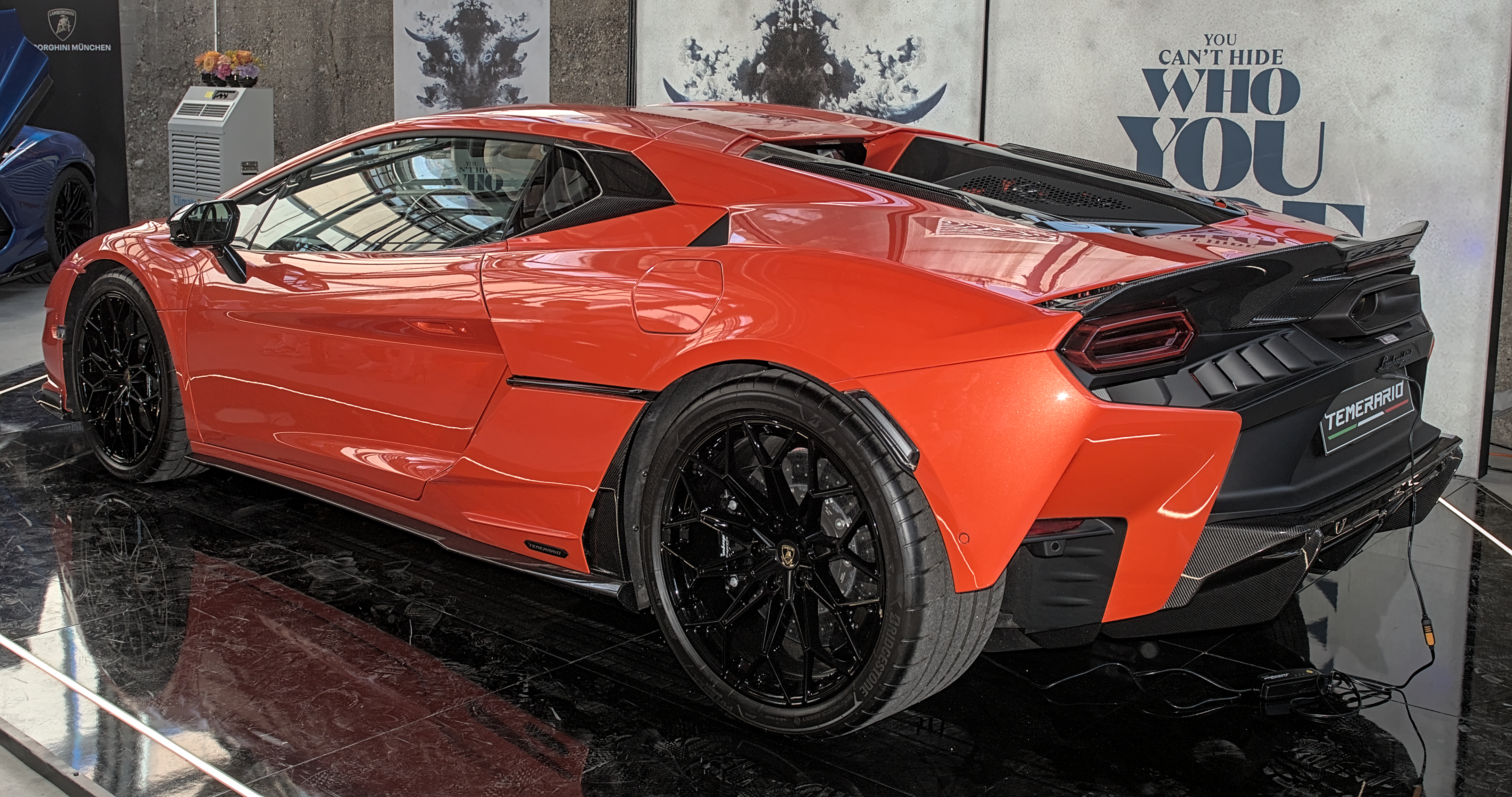
Heckansicht

Der Lamborghini Temerario ist ein von Automobili Lamborghini hergestellter Sportwagen. Das Nachfolgemodell des Huracán wurde im August 2024 bei der Monterey Car Week vorgestellt. Anders als der Huracán hat der Temerario einen V8-Ottomotor mit Biturbo-Aufladung.

## Technik
Wie der größere Revuelto kommt das 4,71 Meter lange Fahrzeug als Plug-in-Hybrid auf den Markt, wobei hier drei Elektromotoren mit einer Spitzenleistung von insgesamt 220 kW (299 PS) verwendet werden. Zwei der Elektromotoren sind jeweils an den Vorderrädern angebracht, der dritte sitzt zwischen Motor und Getriebe. Mit einer Systemleistung von 677 kW (920 PS) und einer maximalen Drehzahl von 10.000 1/min übertrifft  dieser Lamborghini seinen Vorgänger. Der 4,0-Liter-V8-Motor leistet 588 kW (800 PS) bei 9750 1/min. Aus dem Stand auf 100 km/h soll der Temerario in 2,7 Sekunden beschleunigen, die Höchstgeschwindigkeit beträgt 343 km/h.

## Technische Daten
|                                             | Temerario                       |
| ------------------------------------------- | ------------------------------- |
| Bauzeitraum                                 | seit 10/2024                    |
| Motorkenndaten                              |                                 |
| Motortyp                                    | V8-Ottomotor + 3 Elektromotoren |
| Motoraufladung                              | Biturbo                         |
| Verdichtungsverhältnis                      | 9,3 : 1                         |
| Hubraum                                     | 3995 cm³                        |
| max. Leistung Verbrennungsmotor bei min−1   | 588 kW (800 PS) / 9000–9750     |
| max. Leistung Elektromotoren                | je 110 kW (150 PS)              |
| max. Systemleistung                         | 677 kW (920 PS)                 |
| max. Drehmoment Verbrennungsmotor bei min−1 | 730 Nm / 4000–7000              |
| max. Drehmoment Elektromotoren              | k. A.                           |
| max. Systemdrehmoment                       | k. A.                           |
| Kraftübertragung                            |                                 |
| Antrieb                                     | Allradantrieb                   |
| Getriebe, serienmäßig                       | 8-Gang-Doppelkupplungsgetriebe  |
| Messwerte                                   |                                 |
| Höchstgeschwindigkeit                       | 343 km/h                        |
| Beschleunigung, 0–100 km/h                  | 2,7 s                           |
| Trockengewicht                              | 1690 kg                         |
| Kraftstoffverbrauch auf 100 km (kombiniert) | 11,2 l Super                    |
| CO2-Emissionen (kombiniert)                 | 272 g/km                        |
| Abgasnorm                                   | Euro 6 – LEV 3                  |

## Motorsport
Ein Derivat für die Rennklasse GT3 wurde im Juli 2025 beim Goodwood Festival of Speed präsentiert. Es kommt der gleiche 4,0-Liter-V8-Motor wie beim Serienmodell zum Einsatz. Auf eine Hybridisierung wurde allerdings verzichtet, da das GT3-Reglement für die nächsten Jahre weiterhin klassische Verbrennungsmotoren fordert. Außerdem wurde die maximale Leistung auf 404 kW (550 PS) gesenkt.